# یواس‌اس سودبری (آی‌دی-۲۱۴۹)
یواس‌اس سودبری (آی‌دی-۲۱۴۹) (به انگلیسی: USS Sudbury (ID-2149)) یک کشتی بود که طول آن ۳۸۵ فوت (۱۱۷ متر) بود. این کشتی در سال ۱۹۱۷ ساخته شد.